# Mercedes Simone

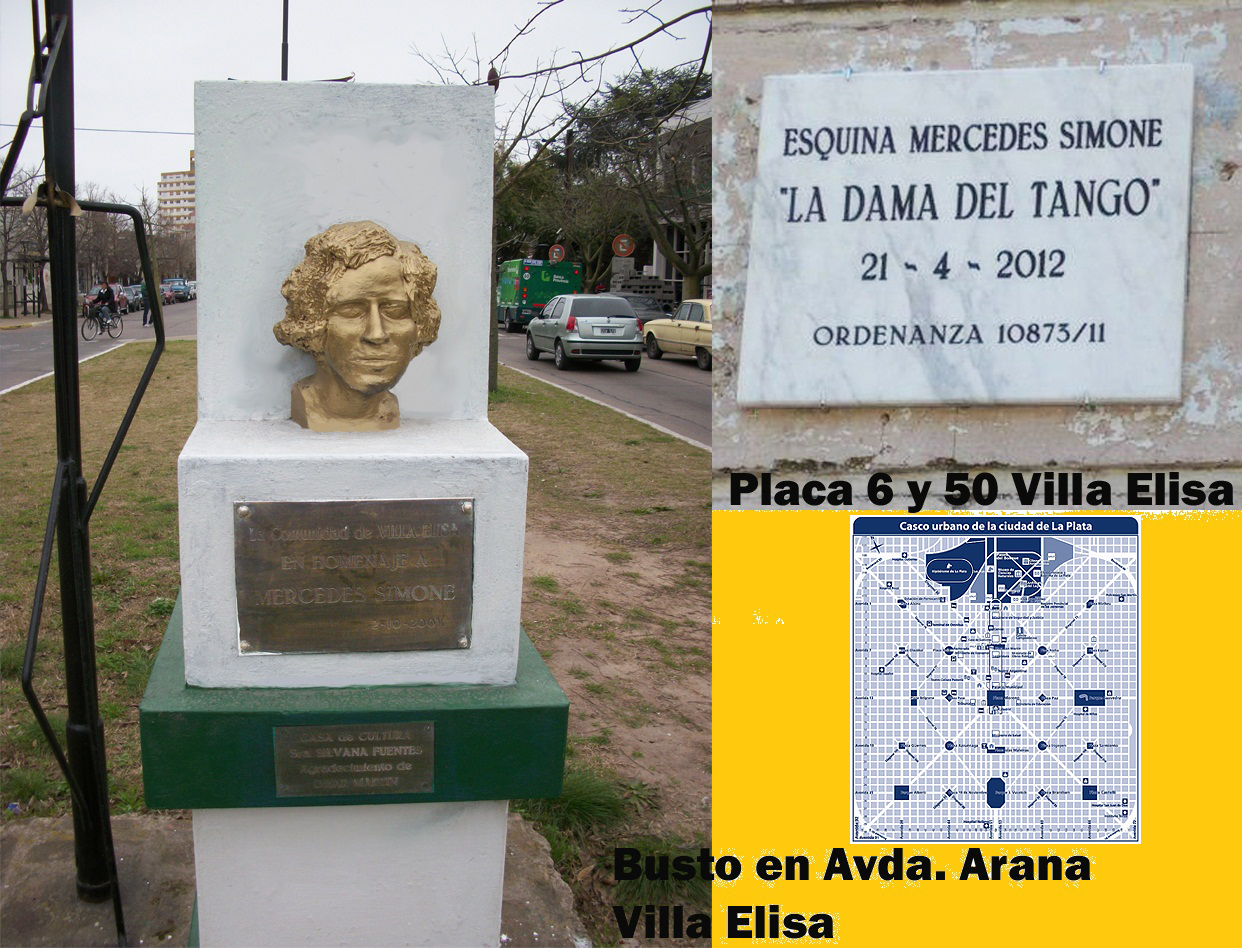
Busto y placa

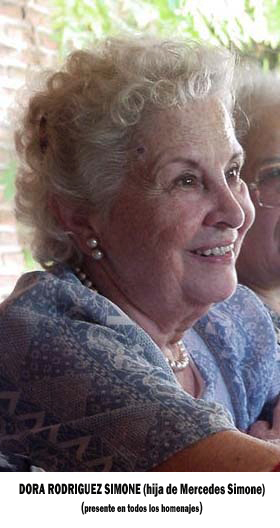

Mercedes Celia Simone (Villa Elisa, Buenos Aires, 21 de abril de 1904-Buenos Aires, 2 de octubre de 1990) fue una actriz, cantante de tango, compositora y letrista argentina. Fue apodada "La Dama del Tango". Una de las figuras emblemáticas del tango argentino, también fue popular en Brasil, Chile, Colombia y Cuba, siendo el equivalente porteño de figuras como Frehel o Ethel Waters.
Participó en 1933 en la primera epopeya del cine argentino cuando pasó del cine mudo al sonoro con la película musical típica del género sainete criollo ¡Tango!, del director Luis Moglia Barth, en la que compartió cartelera con otros actores destacados de la época como Tita Merello, Libertad Lamarque, Carlos Gardel, Azucena Maizani, Rosita Quiroga, Ada Falcón y con los cómicos Luis Sandrini y Pepe Arias.

## Biografía
Sus padres fueron Matilde Suárez y José Simone, pioneros de Villa Elisa (Partido de La Plata). Siendo muy pequeña, su padre, cochero de Dardo Rocha, reubicado con las mismas funciones en la casa de Diego Pantaleón Arana (tío y suegro del fundador de La Plata) y su madre, deciden mudarse con ella a La Plata. Allí creció y se educó en el Colegio "Sagrada Familia", donde integró el coro de alumnas y se destacó como solista. Siendo joven, trabajó de costurera en el taller de la tienda La Francesita y como encuadernadora en la imprenta Benítez y Charlone. En este último establecimiento conoció a Pablo Rodríguez, con quien se casó el 24 de noviembre de 1923 y se radicó nuevamente en Villa Elisa, donde su esposo instaló una peluquería frente a la plaza principal. Juntos tuvieron dos hijos, Dora Matilde y Óscar Alberto. 
Se inició musicalmente junto con su marido como guitarrista por casualidad, por un reemplazo. Fue en Bahía Blanca, en donde debutó en el Teatro Odeón y en la café-biógrafo Los Dos Chinos. Prosiguió con una gira por el interior de la provincia de Buenos Aires, en Azul, Olavarría, Tandil, Tres Arroyos y Mar del Plata. Profesionalmente se presentó en el Café El Nacional y en el Chantecler. La escuchó Rosita Quiroga y le brindó su apoyo.
En 1928, se incorporó a la radiofonía nacional, Radio Splendid fue la primera emisora. Jaime Yankelevich la llamó para Radio Belgrano. También participó en Radio El Mundo y LOR Radio Argentina. A partir de ese momento su carrera fue meteórica. Recibió ofertas de contratos para teatros de categoría como El Florida, El Empire y Teatro El Nacional, donde integró el cuadro final en las presentaciones de la compañía de Pepe Arias y Pepita Muñoz. La participación más importante en un escenario teatral fue en la compañía de revistas del Teatro Maipo encabezada por Gloria Guzmán en 1939. Estos sucesos la obligaron a irse de Villa Elisa y mudarse con su familia a Buenos Aires. 
La discográfica la llamó para registrar sus interpretaciones en los sellos RCA, Victor, Odeón, Sonolux, T. K. y HyR, llegando a grabar más de 240 temas. Fue acompañada, en un principio, por las guitarras del dúo de Pablo Rodríguez, por la Orquesta Típica Victor y por el Trío Típico, integrado por Sebastián Piana (piano), Oscar Kohan (violín) y Roberto Garza (bandoneón). Temporalmente, y como reemplazo a Sebastián Piana, ingresó Carlos García. Ya en la década de los 40, Mercedes Simone actuó con la orquesta integrada por Juan Cambón, Emilio Brameri y otros.  
Recorrió América en varias oportunidades, alcanzando gran fama y siendo voz consular de la música nacional en Chile, Uruguay, Colombia, Brasil, Venezuela, Cuba y República Dominicana. En México fue apodada "La Dama del Tango".
Con fuerte presencia escénica, su estilo mesurado y su repertorio ecléctico, se adaptaba con facilidad a distintos géneros. Además, contaba con una gran afinación, perfecta dicción y un fraseo inconfundible.
Su registro era de mezzosoprano. A partir de 1934, siendo ya muy conocida, empezó a tomar lecciones de canto con el barítono lírico Aldo Rossi, por entonces maestro de cantantes, actores y locutores, y lo siguió haciendo por muchos años.
Compuso, entre otros, los temas Angustias, Ríe payaso ríe, Zapatos blancos, Te quedás pa'vestir santos, Oiga agente, Inocencia, Gracias, gracias a Dios, Incertidumbre, Tu llegada y el popular tema Cantando.
Según Jorge H. Andrés, en un artículo del diario La Nación de 2004: «En el orden artístico fue tan genial que creó un estilo original y muy avanzado cuando no parecían quedar opciones novedosas para una mujer que interpretara tangos en la segunda década del siglo pasado, porque mientras que en materia de cantantes masculinos se trataba de Gardel, Corsini y Agustín Magaldi, aquella generación de cancionistas encabezada por Rosita Quiroga y Azucena Maizani fue no sólo más numerosa, sino también más diversificada».

## Últimos años
En 1966 abrió un local de tango llamado “Cantando", que funcionó durante dos años, y en donde se presentaba acompañada por el maestro Lucio Demare.
En la televisión llegó a participar en el popular programa Sábados circulares.
Una enfermedad le afectó la garganta y la alejó de los escenarios.
Falleció el 2 de octubre de 1990, a los ochenta y seis años.

## Canciones
Algunas de las canciones que interpretó y por las cuales sus versiones antológicas la convirtieron en una artista famosa:
- La marcha nupcial - 1932
- Milonga sentimental - 1932
- La última cita - 1933
- Mía - 1933
- Cuatro palabras - 1933
- Esquinas porteñas - 1934
- Esta noche me disfrazo - 1934
- Será una noche - 1936
- Náufrago - 1936
- Milonga triste - 1937
- Abandono - 1938
- Caricias - 1938
- Carnaval de mi barrio - 1938
- Vieja amiga - 1938
- Media vida - 1938
- Claudinette - 1942
- Barrio de tango - 1943
- Garúa - 1943
- Verdemar - 1944
- Motivo sentimental - 1944
- Otra noche - 1944
- Cada día te extraño más - 1944.

## Filmografía
Los largometrajes en los cuales intervino son:
- La otra y yo (1949)
- Ambición (1939)
- La vuelta de Rocha (1937)
- Sombras porteñas (1936)
- ¡Tango! (1933)

## Homenajes
A los diez años de su fallecimiento en su ciudad natal, La Plata, se realizaron distintos recitales y homenajes para mantener su imagen viva.
- 2001 - Inauguración del busto "Mercedes Simone", Avenida Arana y 6 - Villa Elisa (ciudad de La Plata)[4]
- 2001 - Casa de la Cultura de Villa Elisa (Dirección de Cultura de la Municipalidad de La Plata)
- 2002 - Teatro Municipal Coliseo Podestá (Dirección de Cultura de la Municipalidad de La Plata)
- 2003 - Instituto Cultural "Manzana de Las Luces" (Presidencia de La Nación)
- 2004 - Auditorio Pasaje Dardo Rocha (Dirección de Cultura de la Municipalidad de La Plata)
- 2004 - Teatro Argentino de La Plata (Ministerio de Educación Provincia de Buenos Aires).

En todos los homenajes se proyectó un filme que mostraba la trayectoria de la artista.
En febrero de 2025 se inauguró la Milonga La Simone, en honor a la cantante, por iniciativa de la Delegación de la localidad de Villa Elisa y el auspicio de la Municipalidad de La Plata, con frecuencia quincenal y en el Patio del Tango donde se encuentra el busto de la artista que fue inaugurado en 2001.

## Designaciones
Tres acontecimientos destacados:
- 1990 - Académica de Honor (Academia Nacional del Tango). Postmortem
- 2004 - Ciudadana Ilustre de la ciudad de La Plata (Decreto: 825/jun/2004 - Municipalidad de la ciudad de La Plata). Postmortem
- 2012 - Designación de la esquina de las calles 6 y 50 de Villa Elisa (Provincia de Buenos Aires) con su nombre: "Esquina Mercedes Simone, La Dama del Tango". (Ordenanza: 10.873/2012)[13]